# Uromacer
Uromacer is een geslacht van slangen uit de familie toornslangachtigen (Colubridae) en de onderfamilie Dipsadinae.

## Naam en indeling
Er zijn drie verschillende soorten, de wetenschappelijke naam van de groep werd voor het eerst voorgesteld door André Marie Constant Duméril, Gabriel Bibron en Auguste Duméril in 1854. De slangen werden eerder aan andere geslachten toegekend, zoals Dendrophis en Ahaetulla.

## Verspreiding en habitat
Alle soorten komen voor in delen van het Caribisch Gebied en leven endemisch op Hispaniola, zowel in Haïti als de Dominicaanse Republiek. De slangen komen ook voor op de eilanden Île de la Gonâve, Grande Caye, Île à Vache, Isla Beata, Île de la Tortue, Isla Saona en Isla Catalina.
De habitat bestaat uit droge tropische en subtropische bossen en vochtige tropische en subtropische laaglandbossen. Ook in door de mens aangepaste streken zoals weilanden en landelijke tuinen kunnen de dieren worden aangetroffen.

## Beschermingsstatus
Door de internationale natuurbeschermingsorganisatie IUCN is aan alle soorten een beschermingsstatus toegewezen. Twee soorten worden beschouwd als 'veilig' (Least Concern of LC) en een soort als 'gevoelig' (Near Threatened of NT).

### Soorten
Het geslacht omvat de volgende soorten, met de auteur en het verspreidingsgebied.
| Naam                 | Auteur                          | Verspreidingsgebied                                                | Beschermingsstatus |
| -------------------- | ------------------------------- | ------------------------------------------------------------------ | ------------------ |
| Uromacer catesbyi    | Schlegel, 1837                  | Haïti                                                              |                    |
| Uromacer frenatus    | Günther, 1865                   | Hispaniola, Île de la Gonâve, Grande Caye, Île à Vache, Isla Beata |                    |
| Uromacer oxyrhynchus | Duméril, Bibron & Duméril, 1854 | Hispaniola, Île de la Tortue, Isla Saona, Isla Catalina            |                    |